# 欧仁·苏
约瑟夫·玛丽·欧仁·苏（法語：Joseph Marie Eugène Sue，1804年1月20日—1857年8月3日），法国作家，其代表作《巴黎的秘密》首创了连载小说体裁。

## 生平与创作
欧仁·苏生于巴黎，父亲让-约瑟夫·苏是拿破仑军队里的著名外科医生，据说约瑟芬王后是他的教母。欧仁·苏二十一岁就担任了一艘战舰的外科医生，参加了1823年法国对西班牙的入侵和1828年的纳瓦里诺海战。1829年他父亲去世，给欧仁苏留下了丰厚遗产，他随后定居巴黎，专事创作。欧仁·苏的海军生涯为他的前几部小说如《阿达-高尔》《维吉·德·考特文》提供了大量素材，这些小说取材于法国海军战史，写作手法收到司各特和库柏的影响，获得一定成功。1830年代后期，他主要创作风俗小说。
1840年代，欧仁·苏深受当时的社会主义思潮的影响，完成了自己著名的“反天主教”小说《巴黎的秘密》，小说于1842年6月19日到1843年10月15日连载在《辯論報》上。小说具体而细腻地描绘了巴黎的贫民区，触及了下层社会的生活命运和痛苦。希望通过赏善罚恶和基督教来消除穷人的愚昧和穷困。1844到1845年间，欧仁·苏的《流浪的犹太人》在《立宪报》上连载发表，小说结合了耶稣会的罪恶活动和社会上争夺财产德丑剧，希望通过贫富之间的阶级合作缓和社会矛盾。
欧仁·苏声名鹊起之后，各大报刊纷纷高价争购他的小说。在当时，他常被与亚历山大·仲马相提并论。1848年，欧仁·苏参加议员选举，1850年作为社会民主党代表被选为议员。